# Robert Häusser
Robert Häusser, född 8 november 1924 i Stuttgart, död 5 augusti 2013 i New York, var en tysk fotograf.
Robert Häussers yrkebana som fotograf började i efterkrigstyskland, när han arbetade på en bondgård, varför många av hans tidiga bilder behandlar jordbrukslandskap och arbetare på landet. Efter det att han flyttat till Mannheim, kom han in i sin  "ljusa period" (1953-54). Då präglades en ljus, ofta poetisk stämning många av hans foton.
Han hade fler än 50 separatutställningar i Tyskland, Frankrike, Spanien, Nederländerna, Sovjetunionen, Slovenien och USA.
Han fick Hasselbladpriset 1995 med jurykommentaren att om hans verk "kan ses som en förlängning och utveckling av formspråket inom den ”subjektiva fotografi” som lanserades och vann uppmärksamhet i Europa under efterkrigsåren. I grafiskt pregnanta studier av landskap och arkitektur förenar han en stram renodling av motivets komponenter med en hotfull, dov ton.".